# Modena City Ramblers - The Universal Music Collection
La Modena City Ramblers - The Universal Music Collection è una raccolta limited edition dei primi 6 album registrati in studio dai Modena City Ramblers, edita a distanza di quindici anni dall'uscita del primo storico disco Riportando tutto a casa, prodotto dall'etichetta discografica Polygram (ora Universal).
Il cofanetto, uscito il 25 settembre 2009, raccoglie i sei dischi in sei cartoncini singoli, senza libretto e con la riproduzione della copertina. Non sono contenute tracce inedite.

## Contenuto
- CD 1 - Riportando tutto a casa
- CD 2 - La grande famiglia
- CD 3 - Terra e libertà
- CD 4 - Raccolti
- CD 5 - Fuori campo
- CD 6 - Radio Rebelde